# Kopalnia Srebra w Iwami Ginzan
Kopalnia Srebra w Iwami Ginzan (jap. 石見銀山) – największa w Japonii, znajduje się w mieście Ōda, w prefekturze Shimane. Kopalnia działała od 1526 do 1923. W 2007 obiekt został wpisany na listę światowego dziedzictwa UNESCO.
Kopalnia srebra w Iwami Ginzan, znajduje się na południowym wschodzie wyspy Honsiu, w terenie pagórkowatym, poprzecinanym głębokimi dolinami rzek. Tam zachowały się pozostałości rozległych kopalń oraz hut metali czynnych od XVI aż do XX wieku, a także ruiny zamków, które strzegły dostępu do kopalni. Zachowały się też drogi transportowe rudy srebra na wybrzeże oraz do miast portowych - Tomogaura, Okidomari i Yunotsu, z których statkami przewożono ją do Korei i Chin. Wysoka jakość wydobywanego tu srebra, a także bogactwo złóż przyczyniły się znacząco do rozwoju gospodarczego Japonii oraz całej Azji południowo-wschodniej w XVI i XVII wieku. W XVII wieku w kopalni wydobywano 38 ton srebra rocznie, z którego części w Japonii wytwarzano monety; płacono nim także za towary importowane z Europy. W 1969 uznano kopalnię za obiekt zabytkowy. Historyczny region górnictwa srebra zajmuje obszar 529,17 ha, a strefa ochronna wokół niego liczy 3,134 ha.